# Rally Caminos del Inca
El Rally Caminos del Inca es la competición de automovilismo más importante de Perú. Se disputa durante una semana al año desde 1966. Erróneamente considerado por algunos como un rally raid, realmente es un rally de varias etapas, todas y cada una de ellas de distinto recorrido, duración y superficie, donde la principal dificultad reside en la longitud de los tramos cronometrados. Es organizada por el Automóvil Club Peruano (ACP).

## Historia
Tras la fundación del Automóvil Club Peruano (ACP) en 1942, sus integrantes buscaron crear una competición que recorriera las ciudades andinas y de la costa de Perú, y además, que satisfaga las exigencias de los pilotos y de los aficionados al automovilismo.
En 1965 Román Alzamora, en ese entonces director del ACP, diseñó una ruta que unía las ciudades de Lima, Huancayo, Ayacucho, Cusco, Juliaca, Puno, Tacna y Arequipa. El proyecto fue presentado al presidente del ACP, Eduardo Dibós Chappuis .
Al aceptarse la realización de la prueba se formó una comisión integrada por Román Alzamora, Emilio Bellido y Pedro Roca para finalizar el trazado de la ruta a través de los Caminos del Inca que fueron utilizados por los chasquis durante el Incanato. En julio de 1966 se realiza un reconocimiento de la ruta propuesta por parte de Emilio Bellido para preparar la primera hoja de ruta, donde se pudo comprobar que en el tramo Puno - Tacna no existían condiciones adecuadas para el tránsito de la carrera, por lo cual ambas ciudades quedaron fuera de la prueba. Tras su retorno se presentó el informe final del proyecto que fue aprobado por la Junta Directiva del ACP bajo la presidencia de Chachi Dibos y se acordó la realización del Gran Premio en 1966 por la ruta definitiva: Lima - Huancayo - Ayacucho - Cusco - Arequipa - Lima, haciendo un total de 2.695 km de recorrido.
Por su difícil trayecto, el Gran Premio fue motivo de accidentes mortales. Entre sus víctimas durante la competición se encuentran Esteban Quispitupa, Emilio Fort, "Kike" Zúñiga, Pepe Llona y Abraham Ortega, entre otros.
Para la Edición 50, el ACP renovó la imagen para anunciar su retorno, luego de dos años de ausencia por las restricciones de la pandemia COVID-19.

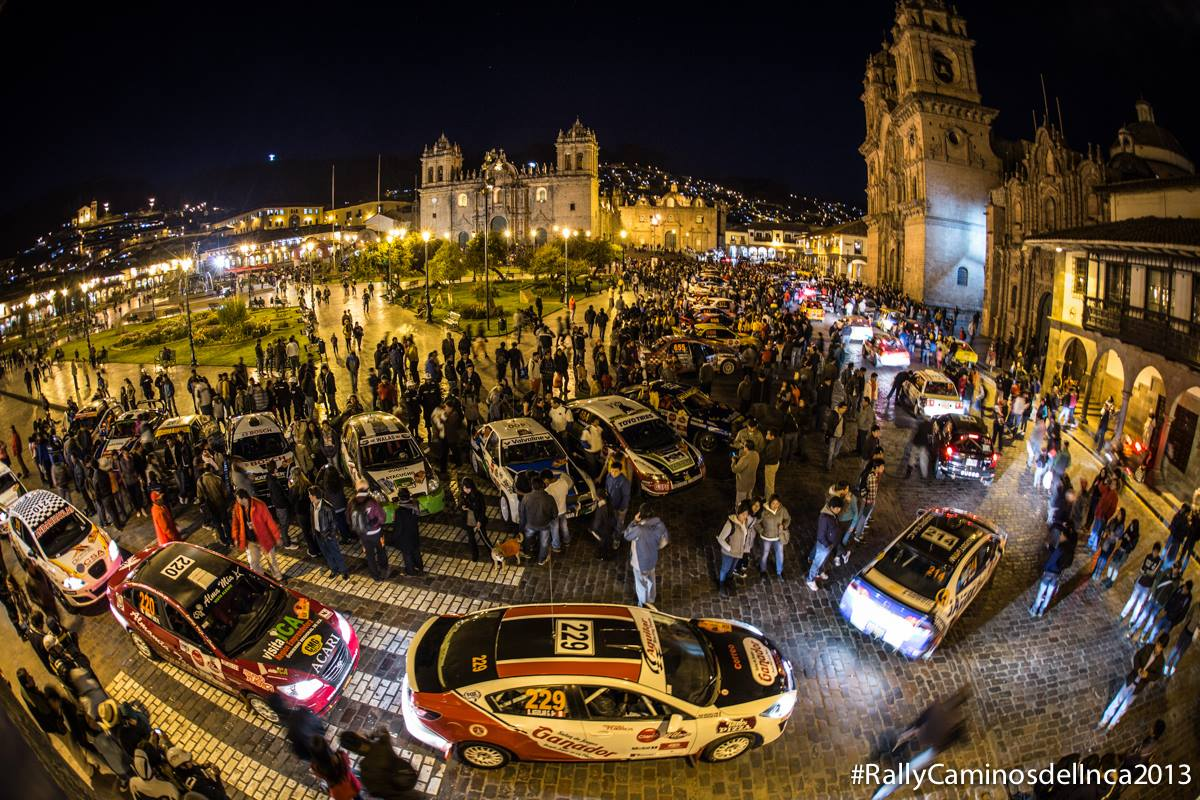
Largada promocional en la Plaza de Armas de Cusco (2013).

## Etapas
La ruta ha variado constantemente en sus más de 50 años, llegando a correrse incluso en territorio boliviano.
La ruta tradicional comprende el recorrido desde Lima (capital de Perú) hacia el este, para llegar a Huancayo, en la región Junín. Luego se dirige hacia el sureste hasta Ayacucho y Cusco. Sigue hacia el sur hasta Arequipa y finalmente al noroeste hacia Lima, en nueve días, de los cuales cinco suelen ser de competición y cuatro de descanso.
En los años 2013, 2014, 2016 y 2017 se hizo este recorrido pero en sentido inverso, incluyendo el ingreso a la ciudad de Puno en los años 2016 y 2017.
La descripción de las etapas tradicionales es la siguiente:
- Lima - Huancayo: Tradicionalmente el ascenso era por el asfalto de la Carretera Central, pero debido al alto tráfico de camiones de esa ruta, se buscaron alternativas para conectar la sierra central con la capital. El 2012 fue la última vez que la carrera partió de Chosica hacia La Oroya; mientras que el 2013 fue la última vez que se usó ese tramo en el descenso de La Oroya hacia Chosica. En los años 2008 y 2009 la etapa se realizó desde Cañete hacia la provincia de Yauyos, Abra Negro Bueno y llegada a Chupaca (Huancayo). De hecho, el 2008 fue la primera vez en bastantes años, que esta etapa tuvo superficie de tierra en el recorrido. El año 2015 el trazo fue desde la ciudad de Huaral, al norte de Lima, hacia Huayllay, en la región Pasco, para llegar a la ciudad de Junín y luego continuar el recorrido por La Oroya hacia Jauja y Huancayo. En los años 2018 y 2019 el ascenso fue por la carretera de Lima a Canta, Abra La Viuda, Marcapomacocha, hasta la pampa de Junín, para completar la etapa con un tramo corto entre Jauja y Huancayo. La mayor parte se realizó sobre superficie de tierra.
- Huancayo - Ayacucho: Durante varios años se corrió por la zona de La Mejorada, caracterizada por su profundo abismo que conduce al río Mantaro, pero desde 2003 se retomó la ruta por Pampas y Churcampa, siendo un tramo duro de tierra a más de 4.000 m s. n. m. en paralelo a La Mejorada, hasta llegar a Mayocc, a unos 2.000 m s. n. m. En los años 2014, 2015 y 2018 se agregó el paso por la ciudad de Huancavelica, incluyendo también el paso por Acobamba. Entre Mayocc y Ayacucho se han realizado diferentes trazados, todos pasando por Huanta ya sea por asfalto o por caminos alternos de tierra.

- Ayacucho - Cusco: Es la etapa más larga, no en kilometraje sino en horas de conducción. Los coches parten de Ayacucho a las 6:00 y están arribando al Cusco al promediar las 17:00, luego de detenerse en Andahuaylas y Abancay para reabastecimiento de combustible , cambio de neumáticos o cualquier reparación eventual. La ruta contempla una gran cantidad de quebradas, con bajadas peligrosas de montaña y cortes de camino realizados por camiones de carga durante sus viajes, los cuales son utilizados por varios participantes para ganar tiempo, aunque en los últimos años se ha estado trabajando en controlar el uso de estos atajos. La ruta original comprendía la salida de Ayacucho hacia el Abra Toccto, luego el descenso por la angosta y empinada bajada de Ocros hasta el río Pampas. Seguía el ascenso hacia Chincheros y Uripa, para luego descender a Talavera y Andahuaylas. La etapa continuaba ascendiendo hacia Kishuara y descendiendo a Abancay. Finalmente la salida de Abancay era un rápido ascenso hasta el abra, descenso a Curahuasi y Limatambo, ascenso al peaje Huillque y las largas rectas de Anta hasta Poroy y Tica Tica, en Cusco. Actualmente toda esta ruta tradicional está completamente asfaltada, lo que ha obligado a la organización a buscar rutas alternativas de tierra. Por ejemplo, en los años 2013 y 2014 se agregó el paso por la ciudad de Vilcashuamán. En esta etapa destacan dos lugares emblemáticos para los espectadores: el súperprime de Chincheros, que es un circuito unido a la ruta de carrera; y la vuelta a la laguna de Pacucha, en Andahuaylas. La ruta del 2019 inició en Muyurina, con ascenso en terreno mixto (tierra y asfalto) hacia el abra de Matará. Luego otro tramo mixto entre Chumbes y Talavera. Luego dos tramos de tierra entre Pacucha, Matapuquio, Kishuara y Auquibamba, y el asfalto final entre Abancay y peaje Huillque.

- Cusco - Arequipa: Es la etapa de tierra más veloz, debido a las excelentes rutas que posee, principalmente por la manutención de las empresas mineras sobre estas. Tradicionalmente se recorría desde Cusco hacia Urcos, Sicuani, Juliaca y Arequipa, pero desde hace muchos años, la totalidad de la ruta está también asfaltada, lo que ha requerido que pase por las localidades de El Descanso, Espinar e Imata, con variantes como el paso por la represa de Condoroma y La Pared de Callalli; o la ruta entre Santa Lucía, Pati, Tarucani y la bajada de El Simbral. La ruta del 2019 iniciaba en Pumamarca, con ascenso y descenso hacia Pisac y Huambutío en el Valle Sagrado, pero debido a la lluvia torrencial y derrumbes en la pista, se suspendió el tramo. El siguiente tramo se corrió de Chuquicahuana hacia Acopía, Yanaoca, El Descanso y Héctor Tejada, en terreno mixto. Luego otro tramo que tuvo que ser suspendido por las nevadas, era del óvalo de Condoroma hacia La Pared de Callalli. El último tramo se corrió desde el peaje de Pampa Cañahuas hasta el descenso a Cabrerías.

- Arequipa - Lima: Tradicionalmente eran casi 1.000 km de puro asfalto en la Carretera Panamericana Sur, pasando por las ciudades de Camaná, Nazca e Ica. En los últimos años se fue reduciendo debido al crecimiento de las poblaciones y el tráfico de la carretera. Sigue siendo la etapa con mayor promedio de velocidad, donde los autos más veloces sobrepasan los 260 km/h y los no tan veloces aun así bordean los 200 km/h.  A partir del 2016 se varió la ruta entre Camaná y la pampa de Majes, reemplazándose por la nueva carretera Costanera, que une Camaná con Quilcas, Matarani y se dirige a Arequipa por La Repartición y la carretera de evitamiento por la mina Cerro Verde. En la edición 2019, la etapa partió del inicio de la bajada de Guerreros, hacia Matarani y Camaná. Luego el último tramo de la carrera fue entre Camaná, Ocoña, Atico (con paso de tiempo auto controlado) y llegada en Chala, a más de 600 kilómetros de la capital, Lima. El plan inicial de esta etapa era culminar en el desvío de San Juan de Marcona, a unos 130 kilómetros pasando Chala, pero el pésimo estado de la carretera obligó a la organización a modificarlo antes del inicio de la competición.

## Etapas alternativas
La carrera ha tenido diferentes variaciones a lo largo de sus 50 ediciones, motivando a que se generen etapas poco comunes.
- Cusco - Puno: El 2022 será el primer año que se disputará en este sentido. En los años 2016 y 2017 se hizo en sentido inverso, iniciando por las cercanías de Puno hacia Juliaca, Lampa, Ayaviri y conectando con Langui, Yanaoca, Sicuani y diversos poblados de la zona. Se caracteriza por caminos veloces en buen estado y con numerosas lagunas en el recorrido.[5]
- Puno - Arequipa: Al igual que en la etapa anterior, el 2022 será el primer año que se disputará en este sentido, debido a que en los años 2016 y 2017 también se hizo en sentido inverso. Suele conectar a la ciudad del Titicaca con Arequipa a través de las desoladas rutas de Mañazo, Santa Lucía, Imata, Tarucani, Huayllacucho y alterna su recorrido por El Simbral o Cabrerías, dos accesos adicionales que tiene Arequipa además de Yura. El recorrido suele ser totalmente sobre tierra en buen estado, con presencia de auquénidos en las partes más altas.
- Arequipa - Cusco: Una inédita última etapa de la Edición 2022 que no llegará a Lima, sino por primera vez a la otra capital, la del Imperio Incaico. El recorrido irá por el Cañón del Colca en Chivay hacia los impresionantes Tres Cañones de Suyckutambo, para llegar a Espinar y seguir la ruta a Sicuani. Un tramo final y breve en la entrada a Cusco y la esperada premiación en la Plaza de Armas. Será una etapa de terreno mixto, donde la tierra presenta mal estado en gran parte del recorrido.

## Ganadores
Fuente:
| Año                                                 | Tripulación                                             | Nacionalidad                                            | Auto                                                    |
| --------------------------------------------------- | ------------------------------------------------------- | ------------------------------------------------------- | ------------------------------------------------------- |
| 1966                                                | Henry Bradley - César Vidaurre                          | Bandera de Perú · Bandera de Perú                       | Volvo Amazon                                            |
| 1967                                                | Arnaldo Alvarado - Enrique Alvarado                     | Bandera de Perú · Bandera de Perú                       | Ford Mustang                                            |
| 1968                                                | Henry Bradley - César Vidaurre                          | Bandera de Perú · Bandera de Perú                       | Mercedes Benz                                           |
| 1969                                                | Tony Fall - Gunnar Palm                                 | Bandera de Inglaterra · Bandera de Suecia               | Ford Escort                                             |
| 1970                                                | Henry Bradley - César Vidaurre                          | Bandera de Perú · Bandera de Perú                       | Ford Escort                                             |
| 1971                                                | Teodoro Yangali - Elías Yangali                         | Bandera de Perú · Bandera de Perú                       | Shelby GT 350 H                                         |
| 1972                                                | Teodoro Yangali - Elías Yangali                         | Bandera de Perú · Bandera de Perú                       | Shelby GT 350 H                                         |
| 1973                                                | Bratzo Vicich - Luis del Solar                          | Bandera de Perú · Bandera de Perú                       | Shelby GT 350 R                                         |
| 1974                                                | (No hubo competencia por prohibición del gobierno)      | (No hubo competencia por prohibición del gobierno)      | (No hubo competencia por prohibición del gobierno)      |
| 1975                                                | (No hubo competencia por prohibición del gobierno)      | (No hubo competencia por prohibición del gobierno)      | (No hubo competencia por prohibición del gobierno)      |
| 1976                                                | Henry Bradley - César Vidaurre                          | Bandera de Perú · Bandera de Perú                       | Toyota Corona (Avensis)                                 |
| 1977                                                | Dieter Hubner - Alfredo Méndez                          | Bandera de Bolivia · Bandera de Bolivia                 | Ford Escort                                             |
| 1978                                                | Herbert Grimm - Tater Ledgard                           | Bandera de Perú · Bandera de Perú                       | Datsun 160J                                             |
| 1979                                                | Henry Bradley - César Vidaurre                          | Bandera de Perú · Bandera de Perú                       | Toyota Corona (Avensis)                                 |
| 1980                                                | Henry Bradley - Eduardo Capamadjian                     | Bandera de Perú · Bandera de Perú                       | Toyota Corona (Avensis)                                 |
| 1981                                                | Julio de las Casas - Francesco Galletti                 | Bandera de Perú · Bandera de Perú                       | Ford Escort                                             |
| 1982                                                | (No hubo competencia por brotes terroristas en el país) | (No hubo competencia por brotes terroristas en el país) | (No hubo competencia por brotes terroristas en el país) |
| 1983                                                | (No hubo competencia por brotes terroristas en el país) | (No hubo competencia por brotes terroristas en el país) | (No hubo competencia por brotes terroristas en el país) |
| 1984                                                | (No hubo competencia por brotes terroristas en el país) | (No hubo competencia por brotes terroristas en el país) | (No hubo competencia por brotes terroristas en el país) |
| 1985                                                | Jorge Koechlin - Miguel Tudela                          | Bandera de Perú · Bandera de Perú                       | Nissan Silvia                                           |
| 1986                                                | Ricardo Dasso - Carlos Rey                              | Bandera de Perú · Bandera de Perú                       | Toyota Celica                                           |
| 1987                                                | Pedro Roca - Santiago Echecopar                         | Bandera de Perú · Bandera de Perú                       | Toyota Corona (Avensis)                                 |
| 1988                                                | Henry Bradley - Miguel Baca                             | Bandera de Perú · Bandera de Perú                       | Toyota Celica                                           |
| 1989                                                | José Camacho - Juan Calizaya                            | Bandera de Bolivia · Bandera de Bolivia                 | Toyota Corolla                                          |
| 1990                                                | Luis Alayza de Losada - Ive Bromberg                    | Bandera de Perú · Bandera de Perú                       | Nissan Silvia                                           |
| 1991                                                | Ricardo Flores - Ricardo Alayza                         | Bandera de Perú · Bandera de Perú                       | Toyota Celica                                           |
| 1992                                                | Raúl Orlandini Dibós - Oscar Dávila                     | Bandera de Perú · Bandera de Perú                       | Nissan Silvia                                           |
| 1993                                                | Raúl Orlandini Dibós - Oscar Dávila                     | Bandera de Perú · Bandera de Perú                       | Nissan Silvia                                           |
| 1994                                                | Raúl Orlandini Dibós - Oscar Dávila                     | Bandera de Perú · Bandera de Perú                       | Nissan Silvia                                           |
| 1995                                                | Luis Alayza de Losada - Ive Bromberg                    | Bandera de Perú · Bandera de Perú                       | Nissan Silvia                                           |
| 1996                                                | Oscar Dufour - Ricardo Tovar                            | Bandera de Perú · Bandera de Perú                       | Suzuki Vitara                                           |
| 1997                                                | Ramón Ferreyros - Gonzalo Sáenz                         | Bandera de Perú · Bandera de Perú                       | Peugeot 306                                             |
| 1998                                                | Ernesto Jochamowitz - Luis Miguel Soto                  | Bandera de Perú · Bandera de Perú                       | Ford Escort Gr A                                        |
| 1999                                                | Ernesto Jochamowitz - Luis Miguel Soto                  | Bandera de Perú · Bandera de Perú                       | Ford Escort WRC                                         |
| 2000                                                | Eduardo Dibós Silva - Gustavo Medina                    | Bandera de Perú · Bandera de Perú                       | Toyota Celica                                           |
| 2001                                                | Eduardo Dibós Silva - Gustavo Medina                    | Bandera de Perú · Bandera de Perú                       | Toyota Celica                                           |
| 2002                                                | Eduardo Dibós Silva - Ive Bromberg                      | Bandera de Perú · Bandera de Perú                       | Toyota Celica                                           |
| 2003                                                | Raúl Orlandini Dibós - Juan Pedro Cilloniz              | Bandera de Perú · Bandera de Perú                       | Mitsubishi Lancer                                       |
| 2004                                                | Luis Alayza de Losada - Luis Alayza Freundt             | Bandera de Perú · Bandera de Perú                       | Subaru Forester                                         |
| 2005                                                | Raúl Orlandini Dibós - Ive Bromberg                     | Bandera de Perú · Bandera de Perú                       | Mitsubishi Lancer                                       |
| 2006                                                | César Cataño - José Luis Tommasini                      | Bandera de Perú · Bandera de Perú                       | Mitsubishi Lancer                                       |
| 2007                                                | Ernesto Jochamowitz - Gustavo Medina                    | Bandera de Perú · Bandera de Perú                       | Mitsubishi Outlander                                    |
| 2008                                                | Roberto Pardo - Giampier Giachetti                      | Bandera de Perú · Bandera de Perú                       | Subaru Impreza                                          |
| 2009                                                | Nicolás Fuchs - Juan Pedro Cilloniz                     | Bandera de Perú · Bandera de Perú                       | Mitsubishi Lancer Evolution IX                          |
| 2010                                                | Raúl Orlandini Griswold - Diego Zuloaga                 | Bandera de Perú · Bandera de Perú                       | Mitsubishi Lancer Evolution IX                          |
| 2011                                                | Raúl Orlandini Griswold - Juan Pedro Cilloniz           | Bandera de Perú · Bandera de Perú                       | Mitsubishi Lancer Evolution IX                          |
| 2012                                                | Nicolás Fuchs - Ive Bromberg                            | Bandera de Perú · Bandera de Perú                       | Mitsubishi Lancer Evolution IX                          |
| 2013                                                | Richard Palomino - José María Rodríguez                 | Bandera de Perú · Bandera de Argentina                  | Mitsubishi Lancer Evolution IX                          |
| 2014                                                | José Luis Tommasini - Juan Pedro Cilloniz               | Bandera de Perú · Bandera de Perú                       | Mitsubishi Lancer Evolution IX                          |
| 2015                                                | José Luis Tommasini - Juan Pedro Cilloniz               | Bandera de Perú · Bandera de Perú                       | Mitsubishi Lancer Evolution IX                          |
| 2016                                                | John Navarro G. - Raúl Orlandini Griswold               | Bandera de Perú · Bandera de Perú                       | Mitsubishi Lancer Evolution IX                          |
| 2017                                                | Raúl Orlandini Griswold - John Navarro G.               | Bandera de Perú · Bandera de Perú                       | Mitsubishi Lancer Evolution IX                          |
| 2018                                                | Richard Palomino - Augusto Larrea                       | Bandera de Perú · Bandera de Ecuador                    | Mitsubishi Evo X                                        |
| 2019                                                | Luis Alayza Freundt - Carlos Ganoza                     | Bandera de Perú · Bandera de Perú                       | Toyota GT86                                             |
| 2020 (No hubo competencia por brotes de COVID - 19) |                                                         |                                                         |                                                         |
| 2021                                                | Josue Regal - Ramiro Cyzneti                            | Bandera de Perú · Bandera de Perú                       | Peugeot 207 GTI                                         |
| 2022                                                | Ronmel Palomino - Guillermo Sierra                      | Bandera de Perú · Bandera de Perú                       | Toyota Yaris N5                                         |
| 2023                                                | Nicolás Fuchs - Fernando Mussano                        | Bandera de Perú · Bandera de Argentina                  | Ford Fiesta Rally3                                      |
| 2024                                                | Eduardo Castro - Diego Vallejo                          | Bandera de Perú · Bandera de Perú                       | Ford Fiesta Rally3                                      |